# Photochromisme

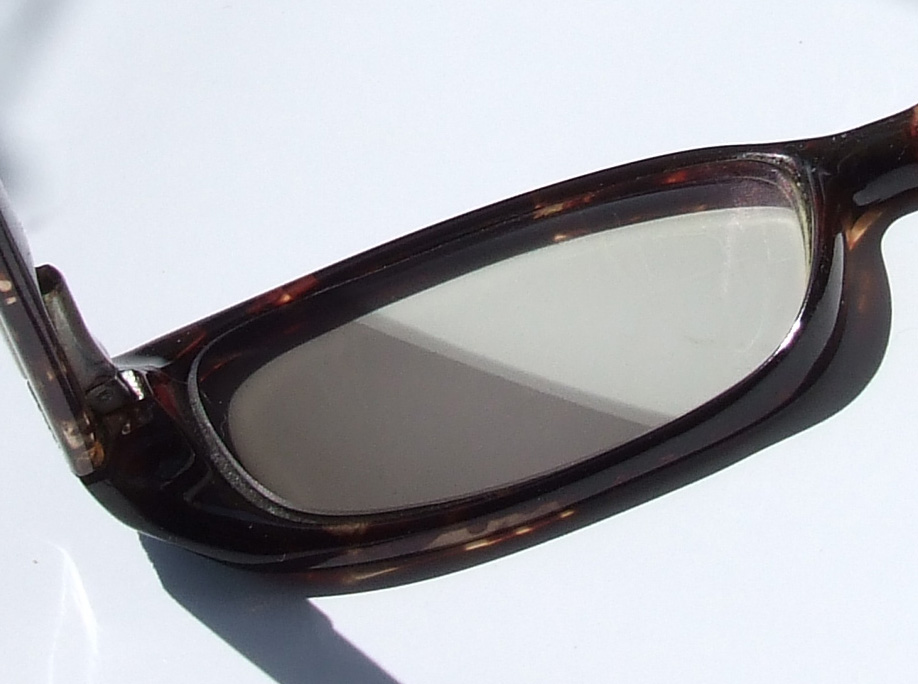
Un verre photochromique : il fonce à la lumière du soleil.

Le photochromisme est la transformation réversible d'une espèce chimique entre deux formes, A et B, possédant chacune un spectre d'absorption différent, induite dans une ou les deux directions par l'absorption d'un rayonnement électromagnétique. L'interconversion entre les deux états est habituellement accompagnée par un changement des propriétés physiques de l'espèce chimique, telles que l'indice de réfraction, la solubilité, la viscosité, la mouillabilité d'une surface ou les constantes diélectriques.
La forme stable thermodynamique A est transformée par irradiation vers la forme moins stable B, possédant un spectre d'absorbance différent. Cette forme peut être reconvertie en forme A, par voie thermique et/ou photochimique. Habituellement, pour la majorité des composés photochromiques, la forme stable est incolore ou jaune pâle, et elle se colore lors de l'irradiation (photochromisme positif). Quelques composés photochromiques montrent une forme A colorée et une forme B incolore (photochromisme négatif), ou révèlent un changement réversible entre différentes couleurs.

## Nature des photochromophores

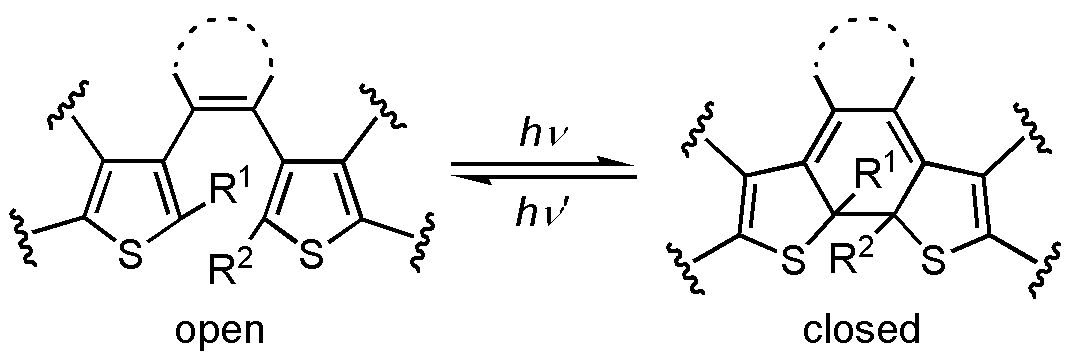
Un composé organique photochromatique : le diaryléthène.

Le photochromisme survient à la fois au sein de composés organiques et inorganiques. Parmi les composés organiques, dont plus de cent mille ont été développés, on compte les dérivés stilbènes, camphores, o-nitrobenzyls, osazones (en), semicarbazones etc. Pour les composés inorganiques, les minéraux (hackmanite), les oxydes métalliques, les composés alcalino-terreux, les halogénures métalliques présentent également cette particularité.

## Applications
- Verre photochromique, fonçant à la lumière du soleil.
- Capteurs UV.
- Revêtements intelligents .
- Stockage d'information.
- Encre de sécurité.